# Whataboutismus
Whataboutismus [wot'e'bautismus] (též úhybný manévr) je typ argumentačního klamu, který je založen na odvedení pozornosti k nesouvisejícím či zdánlivě významnějším problémům či skutečnostem.
Historicky je spojován se sovětskou rétorikou během studené války, kdy byl whataboutismus využíván k odrážení kritiky ze strany Spojených států, jejich vyobrazení jako pokrytců a relativizaci problémů ve východním prostoru. Když Američané kritizovali gulagy či nucené deportace, Sověti v takových chvíli často odpovídali větami začínajíc na „A co...“ (anglicky „What about...“), doplněnými o nějakou negativní skutečnost na Západě. Ruský šachista a politik Garri Kasparov v této souvislosti například uvádí americké otroctví, lynčování černochů nebo rasismus. Whataboutismus ale byl a je používán i Ruskou federací a také jinými státy a jejich politiky.

## Příklad
- Podstatu klamu vystihuje anekdota: USA: Vaše metro nejezdí na čas! SSSR: A ve vaší zemi zase lynčujete černochy...[9]
- Spolubydlící: Hele, neměl jsi minulou noc umýt nádobí? Druhý spolubydlící: A co minulý týden, kdy jsi měl vynést odpadky a nevynesl je?[2]